# Étoile PG 1159
Une étoile PG1159, également fréquemment appelée étoile prédégénérée est une étoile avec une atmosphère déficiente en hydrogène, subissant un état transitoire entre celui d'étoile centrale d'une nébuleuse planétaire et celui de naine blanche. Ces étoiles sont chaudes, avec une température effective de surface variant entre 75 000 et 200 000 kelvins, et des spectres caractérisés par une atmosphère pauvre en hydrogène et des raies d'absorption de l'hélium, du carbone et de l'oxygène. Leur gravité à la surface se situe typiquement entre 104 et 106 mètres par seconde carrée, soit entre 1000 et 100 000 g. Certaines étoiles PG 1159 sont toujours en phase de fusion de l'hélium. Les étoiles PG 1159 sont ainsi désignées d'après le nom de leur prototype, PG 1159-035 (en). Cette étoile, découverte lors de l'étude en ultraviolet extrême de Palomar-Green des objets stellaires astronomiques était la première étoile de type PG 1159 à être découverte.
Les étoiles PG 1159, après qu'elles ont quitté la branche asymptotique des géantes, réallument la fusion de l'hélium. Il en résulte que l'atmosphère d'une étoile PG 1159 est un mélange de matière située entre les noyaux d'hydrogène en fusion et celui d'hélium en fusion de son étoile génitrice de la branche asymptotique des géantes. On pense qu'elles perdent finalement de la masse, se refroidissent et deviennent des naines blanches de type DO,.
Quelques étoiles PG 1159 ont des luminosités variables. Ces étoiles varient légèrement (5 à 10 %) du fait de pulsations non-radiales d'ondes de gravité depuis leur partie interne. Elles vibrent selon un grand nombre de modes de vibrations simultanés, avec des périodes typiques situées entre 300 et 3000 secondes ,. La première étoile de ce type est aussi PG 1159-035, dont la variabilité a été étalie en 1979, et a reçu la désignation d'étoile variable GW Virginis en 1985. Ces étoiles sont baptisées étoiles GW Vir d'après le nom de leur prototype, ou bien la classe peut être dédoublée en étoiles de type DOV et PNNV,.

## Sources
- (en) Cet article est partiellement ou en totalité issu de l’article de Wikipédia en anglais intitulé « PG 1159 star » (voir la liste des auteurs).